# Hrynhent
Hrynhent är ett album av Øystein Kikut och Bjørgulv Straume som gavs ut 2003. Skivan är ett försök att blanda konstmusik med folkmusik. Bjørgulv Straume spelar mungiga på skivan och Øystein Kikut spelar klaviatur.

## Låtlista
1. Sordolen
2. Nordafjells
3. Munnharpeslatten m/stev
4. Suite i varluft
5. Lualaat
6. Dobbeltdekkeren
7. Fra "Folkeviser og danser"
8. Fanitullen
9. Rammeslatt med utsving
10. Luftslaget m/stev
11. Klaverstykke av Robert Schumann
12. Hrynhent